# Peter L. Hagelstein
Peter L. Hagelstein (n. 31 iulie 1954) este un cercetător principal în Laboratorul de Cercetare Electronică (RLE) și profesor asociat la Massachusetts Institute of Technology (MIT). El a absolvit în 1976, apoi a efectuat un doctorat în inginerie electrică în 1981, de la MIT. A fost un membru al personalului din Laboratorul Național Lawrence Livermore între 1981 - 1985, înainte de a adera didactic la MIT în Departamentul de Inginerie Electrică și Știința Calculatoarelor, în 1986.
Activitatea timpurie s-a centrat pe laserele cu raze X moi și in ultravioletul extrem, structura atomică și fizica relativistă a ciocnirilor electronice, autoionizarea și procese de recombinare. A primit premiul Ernest Orlando Lawrence, în 1984, pentru inovare și creativitate în domeniul fizicii laserilor cu raze X. În timp ce lucra în Laboratorul Național Lawrence Livermore a efectuat lucrarea de pionierat care va duce la realizarea primului laser cu raze X, care va deveni mai târziu important pentru SUA în Inițiativa de Apărare Strategică, cunoscute ca programul „Star Wars”.
În 1989 a început investigarea consumului redus de energie în reacțiile nucleare, cu speranța de a face o descoperire similară cu cea a laserului cu raze X. În perioada dintre 1989 și 2004, domeniul a devenit discreditat în ochii multor oameni de știință. Datorită implicării sale, începând cu anul 2004, și-a deschis propriul laborator.